# Android One S3
S3（エススリー）は、Googleとシャープによって共同開発されたAndroidスマートフォンである。製造型番はS3-SH。

## 概要
Googleが提供するAndroid Oneブランドの端末のひとつとして、2018年1月18日にY!mobileから発売された。続けてSoftBankからも2018年1月26日に発売された。SoftBankブランドでのAndroid Oneシリーズ機種の発売は本機が初である。
ベースモデル等は公表されていないが、AQUOS Senseシリーズ（SH-01K/SHV40/702SH/SH-M05）とは指紋センサーの有無以外のハードウェアスペック等はほぼ同一で、ケースカバーも互換性がある。
充電端子にはUSB Type Cが搭載。
発売から24カ月間に最低1回最大2回のOSアップデートと、発売から3年間のセキュリティのアップデートを毎月提供することを保証している。

## ソフトウェアアップデート
2019年6月以降、セキュリティのアップデートの場合は配信開始が公表されないため、ここに記載のものがすべてではない。
- 2018年2月1日、ビルド番号：S0010[7]
  - セキュリティの向上
- 2018年2月26日、ビルド番号：S0014[8]
  - 端末起動中にまれにエラー画面が表示される事象の改善
  - セキュリティの向上
- 2018年5月8日、ビルド番号：S0104[9]
  - Android 8.1へのアップデート
  - セキュリティの向上
- 2018年6月5日、ビルド番号：S0106[10]
  - 内部ストレージに保存したデータをファイルアプリで移動/コピーできない事象の改善
  - セキュリティの向上
- 2018年7月31日、ビルド番号：S0110[11]
  - ロック画面からカメラを起動した場合、過去に撮影した写真が閲覧できる事象の改善
  - セキュリティの向上
- 2018年8月30日、ビルド番号：S0111[12]
  - セキュリティの向上
- 2018年9月26日、ビルド番号：S0112[13]
  - セキュリティの向上
- 2018年10月31日、ビルド番号：S0113[14]
  - セキュリティの向上
- 2018年12月11日、ビルド番号：S1003[15]
  - Android 9へのOSバージョンアップ
  - セキュリティの向上
- 2019年1月9日、ビルド番号：S1004[16]
  - セキュリティの向上
- 2019年1月30日、ビルド番号：S1005[17]
  - ビデオ撮影時に録画開始が遅くなる場合がある事象の改善
  - セキュリティの向上
- 2019年2月26日、ビルド番号：S1006[18]
  - 「ホームの設定」の一部が英語で表示される事象の改善
  - セキュリティの向上
- 2019年3月27日、ビルド番号：S1007[19]
  - セキュリティの向上
- 2019年4月17日、ビルド番号：S1008[20]
  - 保存した画像データを確認できない場合がある事象の改善
  - 電源キーを14分以上押した場合、まれに正常に起動できない事象の改善
  - セキュリティの向上
- 2019年5月23日、ビルド番号：S1009[21]
  - ビデオ撮影時に録画開始が遅くなる場合がある事象の改善
  - セキュリティの向上
- 2020年4月2日、ビルド番号：S2003[22]
  - Android 10へのOSバージョンアップ
  - セキュリティの向上
- 2020年6月22日、ビルド番号：S2007[23]
  - 動作安定性の向上
  - セキュリティの向上
- 2020年7月16日、ビルド番号：S2008[24]
  - ごくまれにカメラが起動しないことがある事象の改善
  - セキュリティの向上
- 2020年10月27日、ビルド番号：S2014[25]
  - カメラアプリの動作安定性の向上
  - セキュリティの向上
- 2020年12月8日、ビルド番号：S2017
  - セキュリティの向上
- 2021年1月7日、ビルド番号：S2019[26]
  - 特定条件下にて一部のアプリが正常動作しない事象の改善
  - セキュリティの向上
- 2021年11月4日、ビルド番号：S2021[27]
  - 長期間再起動せずにご利用いただいている場合、まれに緊急通報（110番、118番、119番）に接続できない事象の改善